# Sicalis
Sicalis là một chi chim trong họ Thraupidae.